# Hiatomyia coriacea
Hiatomyia coriacea är en tvåvingeart som beskrevs av Hull och Fluke 1950. Hiatomyia coriacea ingår i släktet Hiatomyia och familjen blomflugor. Inga underarter finns listade i Catalogue of Life.